# Пауел (језеро)
Пауел (енгл. Lake Powell) је вештачко језеро у Сједињеним Америчким Државама. Налази се на територији америчких савезних држава Аризона и Јута. Површина језера износи 650 km².